# Europæiske Lege 2019
De Europæiske Lege 2019, også kendt som European Games 2019 var den anden udgave af de Europæiske Lege, et internationalt Multisportsarrangement for sportsfolk, der repræsenterer de nationale olympiske komitéer (NOC) fra de Europæiske Olympiske Komitéer. Legene fandt sted i Minsk, Hviderusland, fra d. 21. til d. 30. juni 2019,
Legene blev officielt åbnet af Hvideruslands Præsident Aleksandr Lukasjenko.
Ved en EOC-generalforsamling den 21. oktober 2016, blev det offentliggjort at den hviderussiske hovedstad Minsk, var blevet tildelt værtsskabet til den anden udgave af legene.

## Arenaer og faciliteter
Organisationsudvalget planlagde at involvere allerede eksisterende sportsfaciliteter efter deres renovering. Åbnings- og afslutningssceremonierne, samt konkurrencer i udendørs idræt, ville blive afholdt på Dinamo Stadium.
Atleter, team officials og andet holdpersonale ville opholde sig på Minsk Universitet's grund, der har kapacitet til at rumme op til 7.500 mennesker. Eleverne er blevet deporteret ud i løbet af legene og givet alternativ indkvartering. En del af de såkaldte 'landsbyfaciliteterne' er allerede taget i brug, en del af det var færdigt i april 2019. Hver lejlighed har to soveværelser og kan rumme op til 4 personer. Landsbyen eller zonen for alle atleterne ved legene, har også en kantine, fitnesscenter, merchandise-butik og kulturcenter.
| Farvebetydning | Farvebetydning |
| -------------- | -------------- |
| E              | Eksisterende   |
| N              | Ny             |
| R              | Renoveret      |

| Arena                            | Sportsgrene                | Kapacitet |   |
| -------------------------------- | -------------------------- | --------- | - |
| Dynamo Stadion                   | Ceremonier, atletik        | 22,000    | R |
| Olympiske Sportskompleks (Minsk) | Bueskydning, strandfodbold | 1,500     | N |
| Palova Arena                     | Basketball 3×3             | 1,000     | E |
| Urutjtjaja Sportspalads          | Boksning                   | 3,000     | E |
| Minsk Sportspalads               | Sambobrydning, wrestling   | 3,300     | E |
| Minsk-Arena                      | Gymnastik                  | 8,000     | E |
| Minsk Arena Velodrome            | Banecykling                | 2,000     | E |
| Tjysjowka-Arena Чыжоўка-Арэна    | Judo, karate               | 8,800     | E |
| Sporting Club                    | Skydning                   | 300       | E |
| Skydningcentret                  | Skydning                   | 250       | E |
| Olympiske Tenniscenter           | Bordtennis                 | 1,000     | E |
| Zaslawe Regatta Center           | Kano                       | 1,500     | E |
| Falcon Club                      | Badminton                  | 2,000     | E |
| Veje i Minsk                     | Landevejscykling           | N/A       | E |

## Deltagende nationer
Nedenfor er listet de 50 nationer, der har kvalificeret sig til deltagelse ved de Europæiske Lege 2019 til dato. Tallene i parentes, er antal atleter repræsenteret ved legene.